# Гимарайнш, Бернарду
Берна́рду Жуаки́н да Си́лва Гимара́йнш (порт. Bernardo Joaquim da Silva Guimarães, португальское произношение: [beʁˈnaʁdu ɡimaˈɾɐ̃jʃ]; 15 августа 1825, Ору-Прету, штат Минас-Жерайс — 10 марта 1884, там же) — бразильский прозаик и поэт либеральных (аболиционистских) взглядов. 
С 1847 года изучал право на юридическом факультете в Сан-Паулу. В 1852 году получил степень бакалавра и опубликовал поэтический сборник «Песни об одиночестве» (Cantos da solidão). Занимал должность городского судьи в штате Гояс.
Наиболее известен как автор романа «Рабыня Изаура» (1875), по которому в 1976 году был снят одноимённый телесериал. В романе «Семинарист» (порт. O Seminarista, 1872) одним из первых в Бразилии подверг критике патриархально-клерикальное устройство общества. Пьесы Гимарайнша были опубликованы уже после его смерти.
Дед историка Ж. Б. Гимарайнша (который написал его биографию); двоюродный дед поэта Альфонса де Гимарайнса. В иерархии Бразильской академии литературы считается патроном кресла № 5.